# 栗木清典
栗木 清典（くりき きよのり、1970年10月 - ）は、日本の衛生学者（栄養疫学・分子疫学・臨床疫学・予防医学・公衆衛生学）。学位は博士（医学）（名古屋市立大学・2002年）。静岡県立大学食品栄養科学部栄養生命科学科教授・大学院薬食生命科学総合学府食品栄養科学専攻(公衆衛生学研究室)教授。
名古屋市立大学医学部研究員、日本学術振興会特別研究員、独立行政法人日本学術振興会特別研究員、財団法人がん研究振興財団リサーチ・レジデント、グスタフ・ルッシー癌研究所外国人特別研究員などを歴任した。

## 来歴

### 生い立ち
1970年10月に生まれた。名城大学に進学し、薬学部の製薬学科にて学んだ。1995年3月、名城大学を卒業した。そのまま名城大学の大学院に進学し、薬学研究科の薬学専攻にて学んだ。1997年3月、名城大学の大学院における修士課程を修了した。それに伴い、修士（薬学）の学位を取得した。

### 研究者として
大学院修了後は、1997年4月より名古屋市立大学の医学部にて研究員となり、1998年3月まで務めた。医学部においては、公衆衛生学教室に在籍した。その後、疾病予防についてより深く学びたいと考え、名古屋市立大学の大学院に進学し、医学研究科にて学んだ。2002年3月、名古屋市立大学の大学院における博士課程を修了した。それに伴い、博士（医学）の学位を取得した。
2002年4月から2005年3月にかけて日本学術振興会の特別研究員に採用され、愛知県がんセンターの研究所にて疫学・予防部の研修生として在籍し、がん特定領域疫学分野の研究に従事した。愛知県がんセンターにおいては、田島和雄、浜島信之らから指導を受けた。2005年4月から2007年12月にかけては、財団法人であるがん研究振興財団のリサーチ・レジデントに採用され、引き続き愛知県がんセンターの研究所にて腫瘍病理部や疫学・予防部の研修生として在籍し、第3次対がん10ヵ年総合戦略研究事業に参画した。その後はフランスに渡り、2008年1月から12月にかけて、国立保健医学研究所の傘下にあるグスタフ・ルッシー癌研究所にて外国人特別研究員を務めていた。
日本に帰国後は静岡県立大学に転じ、食品栄養科学部の准教授に就任した。食品栄養科学部においては、主として栄養生命科学科の講義を担当し、公衆衛生学研究室を受け持った。また、静岡県立大学の大学院においては、食品栄養環境科学研究院の准教授を兼務した。大学院においては、主として薬食生命科学総合学府の食品栄養科学専攻の講義を担当した。

## 研究
名城大学では薬学系の分野を学んでおり、それに関する修士号も取得しているが、のちに転向し、名古屋市立大学で医学系の分野を学び、衛生学を専門とするようになった。特に栄養疫学、分子疫学、臨床疫学、予防医学、公衆衛生学といった分野の研究に取り組んでいる。
具体的には、名城大学の学部生の頃は、食物の抗変異原性物質による遺伝子変異の抑制について研究していた。名古屋市立大学の大学院においては、悪性新生物を予防する食事介入について研究していた。愛知県がんセンターの研究所に在籍していた頃は、癌疫学や栄養疫学に関する研究に取り組んだ。グスタフ・ルッシー癌研究所に在籍していた頃は、ヨーロッパ10か国において悪性新生物と食事との関連を調べるプロジェクトに携わり、β-クリプトキサンチンを含有するカロテノイドの乳癌予防効果を研究していた。
静岡県立大学に赴任後は、10万人以上の健康状況を20年に渡って追跡する大規模コホート研究プロジェクトである「日本多施設共同コーホート研究」に携わっており、日本人の生活習慣や遺伝子と病気との関連について研究している。この研究は当初協力者の確保が思うように進んでおらず、スケジュールも遅れがちであった。その状況を知り「何としても食が豊かな静岡県でコーホートを立ち上げたい」 と感じたため、主任研究者の浜島信之に依頼し、研究に参画させてもらうことになった。しかし、研究への参画にあたっては、2年間で最低5000名の協力者を確保するようノルマが課せられた。そのため、2011年から、静岡県立大学食品栄養科学部助教の遠藤香とともに県内で協力者募集に奔走し、最終的に6400名の協力者を確保することに成功した。多くの県民が協力者となってくれたことから、静岡県の県民性について「清水の次郎長親分のように誰かのために一肌脱ぐことをいとわない気質があるように思います。協力施設の方々はみなさん親切で、私はそうした好意に助けられています」 と述べている。なお、「日本多施設共同コーホート研究」全体としても、目標であった10万名の協力者確保を達成している。
これまでの業績に対しては、2000年の国際脂肪酸・脂質学会の第4回大会にて会長賞が授与されている。

## 人物
薬学から医学に転向した理由について、「どうすれば人が『食』によって健康になれるのか、つまり病気を予防できるのかを明らかにしたい」 という思いからだったと述懐している。
学生らと食事をともにすることを好んでおり、所属する研究室には炊飯器、ガスコンロ、オーブンレンジ、包丁、俎板をはじめとする調理器具が完備されている。

## 略歴
- 1970年 - 誕生。
- 1995年 - 名城大学薬学部卒業。
- 1997年 - 名城大学大学院薬学研究科修士課程修了。
- 1997年 - 名古屋市立大学医学部研究員。
- 2002年 - 名古屋市立大学大学院医学研究科博士課程修了。
- 2002年 - 日本学術振興会特別研究員。
- 2005年 - がん研究振興財団リサーチ・レジデント。
- 2008年 - グスタフ・ルッシー癌研究所外国人特別研究員。

## 賞歴
- 2000年 - 国際脂肪酸・脂質学会会長賞。

## 著作

### 分担執筆、寄稿、等
- 栗原毅ほか総監修『予防と健康の事典――セルフ・メディカ』小学館、2007年。ISBN 9784093046213
- 加藤知行監修、愛知県がんセンター中央病院編『あなたを守る大腸がんベスト治療』昭和堂、2009年。ISBN 9784812209257

### 註釈
1. ↑  日本学術振興会は、2003年に独立行政法人に移行した。
2. ↑  がん研究振興財団は、のちに公益財団法人に移行した。